# Pavilhão Atlântico de Fortaleza
Era o local de espera para os passageiros e/ou tripulantes em trânsito ou que iriam embarcar do Porto de Fortaleza (Ponte Metálica). Este tinha até restaurante.
A estrutura deste é de madeira adornado com belíssimos lambrequins. Foi originalmente construído como coreto na praça Marquês de Herval (atualmente Praça José de Alencar), mas foi transferido para a área portuária de Fortaleza, próximo à Ponte Metálica.
Esta edificação ainda existe, embora encontra-se cercada, devido à alterações sofridas por agregados, que deixa à mostra somente a coberta do Pavilhão.